# Hexencyrtus
Hexencyrtus är ett släkte av steklar. Hexencyrtus ingår i familjen sköldlussteklar.
Kladogram enligt Catalogue of Life:
| Hexencyrtus | \| \| Hexencyrtus albiclava \| \| \| \| \| \| Hexencyrtus bucculentus \| \| \| \| \| \| Hexencyrtus miyama \| \| \| \| |
|             | \| \| Hexencyrtus albiclava \| \| \| \| \| \| Hexencyrtus bucculentus \| \| \| \| \| \| Hexencyrtus miyama \| \| \| \| |
|             | Hexencyrtus albiclava                                                                                                  |
|             | |
|             | Hexencyrtus bucculentus                                                                                                |
|             | |
|             | Hexencyrtus miyama |
|             | |